# Sherlock Holmes và bác sĩ Watson
Sherlock Holmes và bác sĩ Watson (tiếng Nga: Шерлок Холмс и доктор Ватсон) là phần đầu trong loạt phim truyền hình Liên Xô về đời hành hiệp của đôi nhân vật thám tử Sherlock Holmes và bác sĩ Watson, xuất phẩm năm 1980 tại Moskva.

## Lịch sử
Phim được chuyển thể từ các tập truyện Cái đai đốm (The adventure of the speckled band) và Cuộc điều tra màu đỏ (A study in scarlet) của tác giả Arthur Conan Doyle.

## Nội dung
- Tập 1: Giới thiệu

Bối cảnh sau chiến dịch Afghanistan, bác sĩ Watson xin rã ngũ về London. Ông nhờ bạn cố tri Stamford kiếm cho một căn hộ thuê giá rẻ để tiện hành nghề y. Stamford bèn dẫn bác sĩ Watson tới nhà 221B phố Baker của bà Hudson coi phòng, tại đây, Watson làm quen với ông Sherlock Holmes - một nhân vật có sở thích kỳ quặc là thí nghiệm hóa học.
Thời kỳ đầu chung sống, Watson nảy mối nghi hoặc hành tung và tính cách Holmes, toan tìm cách chuyển nhà trọ. Tuy nhiên, trong một trận tỉ thí quyền anh, hai người quyết định xóa tị hiềm và làm cặp bài trùng trong lĩnh vực điều tra tội phạm.
Vụ đầu Watson được thực mục sở thị phương pháp suy luận kiểu Holmes là cái chết đáng ngờ của tiểu thư Helen Stoner, có liên hệ đặc biệt tới cô em song sinh Julia và ông dượng quái đản Roylott.
- Tập 2: Dòng chữ máu

Trong một chiều buồn, Holmes nhận được dây thép của thanh tra Gregson mời dự phần điều tra án mạng trong một biệt thự hoang phố Brixton: Thi thể không hề để dấu bạo lực, chỉ có dòng chữ máu Phục thù (Revenge) trên tường. Tuy nhiên, thanh tra Lestrade cũng vừa đến, tỏ ra khó chịu và muốn gạt bọn Holmes khỏi vụ này.
Lần theo manh mối, các bên đều tổng kết được sự can hệ của giáo phái Mặc Môn cùng tín hữu Jefferson Hope người Mỹ. Và khi cuộc điều tra đóng lại, y bị thổ huyết chết trong ngục. Cùng khi, báo chí London nhất loạt tán dương thành tích của Gregson và Lestrade, đẩy Holmes chìm vào bóng tối. Việc này khiến Watson vô cùng phẫn nộ, bèn nguyện làm nhà chép sử cho Holmes.

## Kĩ thuật
Phim do cơ quan Goskino đặt hàng đặc biệt với hãng Lenfilm, dự định làm một cặp phát trên truyền hình nhằm thăm dò thị hiếu khán giả đương thời. Do nhận được sự hưởng ứng tích cực của đông đảo bạn xem đài, đạo diễn Igor Maslennikov quyết định triển khai thêm các phần mới.

### Sản xuất
- Thiết kế: Mark Kaplan, Nelli Lev
- Âm nhạc: Vladimir Dashkevich
- Nhạc trưởng: A. Dmitryev

### Diễn xuất
- Vasily Livanov... Sherlock Holmes
- Vitaly Solomin... Bác sĩ Watson
- Rina Zelyonaya... Bà Hudson
- Gennady Bogachyov... Stamford
- Marya Solomina... Helen/Julia Stoner
- Fyodor Odinokov... Y sĩ Roylott
- Borislav Brondukov... Thanh tra Lestrade
- Igor Dmitryev... Thanh tra Gregson
- Nikolay Karachentsov... Jefferson Hope
- Viktor Aristov... Joseph Stangerson
- Adolf Ilyin... Enoch Drebber
- Boris Klyuyev... Mycroft Holmes
- Fyodor Odinokov
- Catherine Schell
- Valentina Panina
- A. Aristov
- Vitaly Baganov
- Oleg Khromenkov
- Nikolay Kryukov
- Boris Ryzhukhin
- Lyubov Tishchenko
- Viktor Yevgrafov
- Aleksandr Zakharov

## Hậu trường
Cảnh bộ tứ Holmes, Watson, Lestrade, Gregson dạo phố được phỏng theo phong cách chụp ảnh của nhóm The Beatles lừng danh đương thời.